# Chính trị Ấn Độ
Chính trị ở Ấn Độ hoạt động trong khuôn khổ Hiến pháp Ấn Độ, thiết lập một nền cộng hòa dân chủ nghị viện thế tục. Tổng thống Ấn Độ là nguyên thủ quốc gia và Thủ tướng là người đứng đầu chính phủ. Cấu trúc chính quyền Ấn Độ có tính chất liên bang, với quyền lực được phân chia giữa chính phủ trung ương và các bang riêng lẻ, mặc dù thuật ngữ "liên bang" không được đề cập rõ ràng trong Hiến pháp.
Hiến pháp, được coi là luật tối cao, phác thảo các quyền hạn và giới hạn của cả chính quyền trung ương và các bang. Ấn Độ được tuyên bố là một quốc gia thế tục và xã hội chủ nghĩa, và Hiến pháp có tính linh hoạt, với Lời mở đầu được coi là cứng nhắc để định hướng cho các sửa đổi trong tương lai.
Quốc hội Ấn Độ là lưỡng viện, gồm Rajya Sabha (Hội đồng các bang) và Lok Sabha (Hạ viện). Rajya Sabha đại diện cho các bang, trong khi Lok Sabha đại diện cho nhân dân Ấn Độ. Hệ thống tư pháp, do Tòa án Tối cao đứng đầu, độc lập và có trách nhiệm bảo vệ Hiến pháp và các quyền cơ bản của công dân.
Lok Sabha có 543 thành viên được bầu bằng hệ thống bầu cử đa số từ các khu vực bầu cử một thành viên, trong khi Rajya Sabha có 245 thành viên, hầu hết được bầu bởi các hội đồng lập pháp bang. Chính phủ được thành lập mỗi năm năm thông qua bầu cử. Cuộc tổng tuyển cử đầu tiên ở Ấn Độ diễn ra vào năm 1951 và Đảng Quốc đại Ấn Độ thống trị cho đến năm 1977. Kể từ những năm 1990, các chính phủ liên minh đã trở nên phổ biến hơn.
Cuộc bầu cử Lok Sabha lần thứ 18 diễn ra vào năm 2024, dẫn đến việc Liên minh Dân chủ Quốc gia (NDA) thành lập chính phủ. Chính trị Ấn Độ ngày càng trở nên mang tính gia đình trị, với sự ổn định của đảng và tài trợ bầu cử tập trung góp phần vào xu hướng này. Vào năm 2023, Ấn Độ được xếp hạng là quốc gia dân chủ bầu cử thứ 19 ở châu Á theo chỉ số Dân chủ V-Dem.

## Chính quyền Liên bang
Chính phủ Ấn Độ hoạt động theo mô hình lấy cảm hứng từ hệ thống Westminster, với sự phân chia quyền lực giữa hành pháp, lập pháp và tư pháp. Cấu trúc này được quy định trong Hiến pháp Ấn Độ và trao quyền cho Thủ tướng, Quốc hội và Tòa án Tối cao. Tổng thống Ấn Độ là người đứng đầu nhà nước và là tổng tư lệnh của lực lượng vũ trang. Thủ tướng là người đứng đầu cơ quan hành pháp và có trách nhiệm quản lý chính phủ Liên bang.  Quốc hội Ấn Độ có hai viện, bao gồm Lok Sabha (hạ viện) và Rajya Sabha (thượng viện). Hệ thống tư pháp có thứ bậc, với Tòa án Tối cao ở đỉnh, tiếp theo là 25 tòa án cấp cao và 688 tòa án quận.
Luật dân sự và hình sự ở Ấn Độ chủ yếu được điều chỉnh bởi các đạo luật quan trọng của Quốc hội như Bộ luật Tố tụng Dân sự, Bộ luật Hình sự và Bộ luật Tố tụng Hình sự. Hệ thống pháp luật ở Ấn Độ có nguồn gốc từ luật thông thường của Anh và luật định. Chính phủ các bang ở Ấn Độ phản chiếu cấu trúc của chính phủ Liên bang, với các nhánh hành pháp, lập pháp và tư pháp riêng. Thuật ngữ "New Delhi" thường được sử dụng như một hoán dụ cho chính phủ Liên bang vì trụ sở của chính phủ trung ương được đặt tại đó.

### Lok Sabha
Lok Sabha là hạ viện của Quốc hội lưỡng viện Ấn Độ, chính thức được gọi là "Viện Nhân dân". Các thành viên Lok Sabha được bầu thông qua quyền bầu cử phổ thông của người trưởng thành, sử dụng hệ thống "đa số tương đối" (first-past-the-post), nơi các ứng cử viên cạnh tranh trong các khu vực bầu cử riêng lẻ trên toàn quốc. Các thành viên được bầu có nhiệm kỳ năm năm hoặc cho đến khi Lok Sabha bị giải tán bởi Tổng thống theo lời khuyên của Hội đồng Bộ trưởng.
Hiến pháp Ấn Độ cho phép tối đa 552 thành viên trong Lok Sabha. Ban đầu, vào năm 1950, con số này được đặt ở mức 500. Hiện tại, Lok Sabha có 543 thành viên được bầu. Trong số này, 131 ghế (24,03%) được dành riêng cho đại diện các bộ lạc và đẳng cấp theo quy định, bao gồm 84 ghế dành cho các Đẳng cấp Được bảo vệ (Scheduled Castes) và 47 ghế dành cho các Bộ lạc Được bảo vệ (Scheduled Tribes).
Số lượng tối thiểu các thành viên cần thiết để tiến hành các phiên họp của Lok Sabha là 10% tổng số thành viên. Lok Sabha họp tại Phòng Lok Sabha trong Nhà Quốc hội ở New Delhi. Nhiệm kỳ của Lok Sabha là năm năm kể từ cuộc họp đầu tiên trừ khi bị giải tán sớm hơn. Trong thời gian khẩn cấp được tuyên bố, nhiệm kỳ này có thể được Quốc hội gia hạn.
Các thành viên của Lok Sabha được bầu trực tiếp bởi công dân Ấn Độ từ 18 tuổi trở lên. Mỗi cử tri chỉ có thể bỏ phiếu tại khu vực bầu cử của mình. Hệ thống đa số tương đối có nghĩa là ứng cử viên có số phiếu cao nhất trong một khu vực bầu cử sẽ giành được ghế.
Tòa nhà Quốc hội mới được xây dựng có sức chứa 888 chỗ ngồi cho các thành viên Lok Sabha, phản ánh sự hiện đại hóa cơ sở hạ tầng và tiềm năng mở rộng trong tương lai.

#### Văn phòng Thủ tướng
Thủ tướng Ấn Độ là người đứng đầu chính phủ và nắm giữ quyền hành pháp cao nhất trong Cộng hòa Ấn Độ. Mặc dù Tổng thống Ấn Độ là người đứng đầu trên danh nghĩa của cơ quan hành pháp, quyền lực hành pháp thực tế lại thuộc về Thủ tướng và Hội đồng Bộ trưởng Liên bang do Thủ tướng chỉ định.
Thủ tướng lãnh đạo cơ quan hành pháp, đưa ra các quyết định quan trọng và thực thi chính sách thông qua tham vấn với Hội đồng Bộ trưởng Liên bang. Hội đồng Bộ trưởng Liên bang do Thủ tướng chọn và có thể bãi nhiệm các thành viên, phân bổ các chức vụ và trách nhiệm khác nhau trong chính phủ. Thủ tướng phải là thành viên của Lok Sabha (hạ viện) hoặc Rajya Sabha (thượng viện) và thường lãnh đạo viện mà mình là thành viên. Thủ tướng và nội các chịu trách nhiệm tập thể trước Lok Sabha.
Thủ tướng được Tổng thống Ấn Độ bổ nhiệm, nhưng người được bổ nhiệm phải có được sự tin cậy của đa số thành viên Lok Sabha. Nếu Thủ tướng mất đi sự tin cậy này, họ buộc phải từ chức. Quyền lực của Thủ tướng phụ thuộc vào việc duy trì sự ủng hộ của Lok Sabha, gồm các thành viên được bầu trực tiếp bởi người dân mỗi năm năm. Thủ tướng đóng vai trò trung tâm trong việc định hình các chính sách quốc gia và giám sát việc thực thi chúng. Thủ tướng đại diện cho Ấn Độ cả trong nước và quốc tế, tham gia vào ngoại giao và các mối quan hệ đối ngoại.
Chức vụ Thủ tướng có vai trò quan trọng trong việc vận hành nền dân chủ nghị viện của Ấn Độ, cân bằng mối quan hệ giữa các nhánh hành pháp và lập pháp, đồng thời đảm bảo rằng chính phủ hoạt động với sự tin cậy và ủng hộ của các đại diện được bầu trong Lok Sabha.

#### Văn phòng Hội đồng Bộ trưởng
Hội đồng Bộ trưởng Liên bang là cơ quan hành pháp trung ương của Chính phủ Ấn Độ, chịu trách nhiệm đưa ra và thực hiện các quyết định quan trọng trong cơ quan hành pháp. Hội đồng này do Thủ tướng đứng đầu và bao gồm các lãnh đạo các bộ trong chính phủ.
Cấu trúc và chức năng:
- Thủ tướng: Là người lãnh đạo Hội đồng Bộ trưởng Liên bang và là nhân vật chủ chốt trong chính phủ Ấn Độ, chỉ đạo hoạt động chung của cơ quan hành pháp.
- Phó Thủ tướng (nếu có): Đóng vai trò thay thế Thủ tướng khi vắng mặt hoặc là Bộ trưởng cao cấp nhất trong nội các. Chức vụ này không phải lúc nào cũng được bổ nhiệm và phụ thuộc vào quyết định của Thủ tướng.
- Các Bộ trưởng Nội các: Đây là những thành viên cao cấp của Nội các Liên bang, lãnh đạo các bộ quan trọng. Nội các Liên bang là một bộ phận của Hội đồng Bộ trưởng và là cơ quan ra quyết định cao nhất ở Ấn Độ.
- Quốc vụ khanh (độc lập): Một bộ trưởng cấp dưới, chịu trách nhiệm về một bộ hoặc cơ quan cụ thể mà không nằm dưới sự giám sát của Bộ trưởng Nội các.
- Thứ trưởng (MoS): Một thứ trưởng phụ tá cho Bộ trưởng Nội các và thường đảm nhận các khía cạnh hoặc trách nhiệm cụ thể trong bộ.

Hội đồng Bộ trưởng Liên bang là cơ quan hành pháp cao nhất, đưa ra các quyết định và chính sách chủ chốt để định hướng cho việc quản lý quốc gia. Hội đồng Bộ trưởng tư vấn cho Tổng thống Ấn Độ về các vấn đề khác nhau, và tất cả các thành viên của hội đồng đều được Tổng thống bổ nhiệm theo khuyến nghị của Thủ tướng. Hội đồng hoạt động theo nguyên tắc trách nhiệm tập thể trước Lok Sabha, có nghĩa là nếu Lok Sabha thông qua một cuộc bỏ phiếu bất tín nhiệm, toàn bộ Hội đồng, bao gồm cả Thủ tướng, phải từ chức.
Theo Điều 75 Hiến pháp Ấn Độ, Tổng thống bổ nhiệm các bộ trưởng theo khuyến nghị Thủ tướng. Các bộ trưởng phục vụ theo ý Tổng thống nhưng thực tế chịu sự điều hành của Thủ tướng.
Hội đồng Bộ trưởng Liên bang có vai trò quan trọng trong hoạt động chính phủ Ấn Độ, với Nội các là thành phần quan trọng nhất để đưa ra các quyết định ở cấp cao. Mỗi bộ trưởng trong Hội đồng đóng vai trò cụ thể trong việc quản lý các chính sách và chương trình chính phủ.

### Rajya Sabha
Rajya Sabha, còn được gọi theo hiến pháp là "Hội đồng các Bang", là thượng viện trong Quốc hội lưỡng viện của Ấn Độ. Rajya Sabha đóng vai trò quan trọng trong quá trình lập pháp, cùng với hạ viện Lok Sabha.
Rajya Sabha có thể có tối đa 250 thành viên. Trong số này, 238 thành viên được bầu bởi các cơ quan lập pháp của các bang và vùng lãnh thổ liên bang (Vidhan Sabha) sử dụng hệ thống bỏ phiếu chuyển nhượng đơn lẻ qua lá phiếu mở. 12 thành viên còn lại được Tổng thống Ấn Độ bổ nhiệm vì những đóng góp xuất sắc trong các lĩnh vực nghệ thuật, văn học, khoa học và dịch vụ xã hội. Rajya Sabha hiện có 245 thành viên (233 thành viên được bầu và 12 thành viên được bổ nhiệm).
Các thành viên của Rajya Sabha có nhiệm kỳ sáu năm. Khoảng một phần ba số thành viên được bầu lại mỗi hai năm. Hệ thống này đảm bảo rằng Rajya Sabha là một cơ quan thường trực và không bị giải tán như Lok Sabha. Rajya Sabha có thể bị hoãn phiên họp bởi Tổng thống, tức là các phiên họp cơ quan này có thể tạm thời bị đình chỉ.
Rajya Sabha có quyền lực tương đương với Lok Sabha trong hầu hết các lĩnh vực lập pháp. Tuy nhiên, trong các vấn đề tài chính (chẳng hạn như ngân sách hoặc dự luật cung cấp), Lok Sabha có quyền lực cao hơn. Trong trường hợp có xung đột giữa hai viện về một dự luật, có thể triệu tập một phiên họp chung cả hai viện. Trong các phiên họp này, Lok Sabha thường có ảnh hưởng lớn hơn do số lượng thành viên đông hơn.
Phó Tổng thống Ấn Độ là chủ tịch đương nhiên của Rajya Sabha và điều hành các phiên họp của cơ quan này. Phó Chủ tịch được bầu từ các thành viên của Rajya Sabha để quản lý công việc hàng ngày của cơ quan trong trường hợp Chủ tịch vắng mặt.
Rajya Sabha đại diện cho các bang và vùng lãnh thổ liên bang của Ấn Độ, đóng vai trò quan trọng trong việc xem xét và thông qua các dự luật, đồng thời là diễn đàn thảo luận về các vấn đề quốc gia. Tính liên tục và các cuộc bầu cử xen kẽ của Rajya Sabha góp phần vào sự ổn định và liên tục của công việc lập pháp ở Ấn Độ.

#### Văn phòng Tổng thống Ấn Độ
Tổng thống Ấn Độ là nguyên thủ quốc gia trên danh nghĩa, là công dân đứng đầu quốc gia và là tổng tư lệnh Lực lượng Vũ trang Ấn Độ. Mặc dù vai trò này phần lớn mang tính biểu tượng và đại diện, Tổng thống đóng vai trò quan trọng trong việc bảo vệ và duy trì Hiến pháp, đồng thời đảm bảo rằng pháp luật được thực thi trong nền dân chủ hiến pháp Ấn Độ.
Tổng thống được bầu bởi một Cử tri đoàn bao gồm:
- Các thành viên được bầu của cả hai viện Quốc hội (Lok Sabha và Rajya Sabha).
- Các thành viên được bầu của Nghị viện Lập pháp các bang (Vidhan Sabha).
- Các thành viên được bầu của Nghị viện Lập pháp các Vùng lãnh thổ Liên bang có cơ quan lập pháp, như Delhi, Jammu và Kashmir, và Puducherry.

Cuộc bầu cử được thực hiện bằng hình thức bỏ phiếu kín và tuân theo một quy trình phức tạp hơn so với bầu cử Thủ tướng. Quy trình này phản ánh vai trò của Tổng thống như là người bảo vệ Hiến pháp và pháp luật.

#### Văn phòng Phó Tổng thống Ấn Độ
Phó Tổng thống Ấn Độ là phó cho Tổng thống và nắm giữ vị trí hiến pháp cao thứ hai trong cả nước. Phó Tổng thống đứng thứ hai trong thứ tự ưu tiên và là người kế vị Tổng thống nếu chức vụ này bị bỏ trống. Ngoài ra, Phó Tổng thống còn là chủ tịch đương nhiên của Rajya Sabha, thượng viện Quốc hội Ấn Độ. Phó Tổng thống cũng giữ vai trò danh dự là Hiệu trưởng của Đại học Panjab và Đại học Delhi.
Theo Điều 66 của Hiến pháp Ấn Độ, Phó Tổng thống được bầu gián tiếp bởi một Cử tri đoàn bao gồm các thành viên của cả hai viện Quốc hội (Lok Sabha và Rajya Sabha). Cuộc bầu cử sử dụng hệ thống đại diện tỷ lệ với bỏ phiếu chuyển nhượng đơn lẻ và được Ủy ban Bầu cử Ấn Độ tổ chức qua hình thức bỏ phiếu kín.

## Chính quyền các bang
Ấn Độ là một liên bang gồm 28 bang và 8 vùng lãnh thổ liên bang, mỗi bang có chính phủ riêng. Người đứng đầu chính phủ ở mỗi bang là Thủ hiến (Chief Minister), người lãnh đạo Hội đồng Bộ trưởng và chịu trách nhiệm về quản lý và điều hành chính quyền bang.
Hầu hết các bang ở Ấn Độ có cơ quan lập pháp đơn viện, bao gồm một viện duy nhất gọi là Nghị viện Lập pháp Bang (Vidhan Sabha). Vidhan Sabha là hạ viện và hoạt động tương tự như Lok Sabha ở cấp quốc gia. Một số bang có cơ quan lập pháp lưỡng viện, bao gồm: Nghị viện Lập pháp Bang (Vidhan Sabha) hạ viện, được bầu trực tiếp bởi người dân của bang, Vidhan Sabha đóng vai trò trung tâm trong quá trình lập pháp và quản lý bang. Và Hội đồng Lập pháp Bang (Vidhan Parishad) Thượng viện, tương tự như Rajya Sabha ở cấp quốc gia. Các thành viên của Vidhan Parishad được bầu thông qua nhiều phương thức khác nhau, bao gồm bởi các thành viên của Vidhan Sabha, cử tri tốt nghiệp, giáo viên, và đại diện chính quyền địa phương.
Thủ hiến là người đứng đầu chính quyền bang và chịu trách nhiệm thực hiện các chính sách của bang cũng như giám sát các chức năng hành chính của bang. Thủ hiến được Thống đốc bang bổ nhiệm, thường từ đảng hoặc liên minh chiếm đa số trong Vidhan Sabha (Nghị viện Lập pháp Bang). Vidhan Sabha chịu trách nhiệm thông qua các luật, ngân sách và chính sách áp dụng trong bang. Nghị viện có quyền lập pháp về các vấn đề được liệt kê trong Danh sách Bang và Danh sách Đồng thời của Hiến pháp Ấn Độ. Ở các bang có cơ quan lập pháp lưỡng viện, Vidhan Parishad (Hội đồng Lập pháp Bang) đóng vai trò như một cơ quan xem xét, xem xét lại các dự luật đã được thông qua bởi Vidhan Sabha.
Các vùng lãnh thổ liên bang là các khu vực được quản lý trực tiếp bởi Chính phủ Trung ương Ấn Độ, mặc dù một số vùng có cơ quan lập pháp và Thủ hiến riêng (như Delhi, Jammu và Kashmir, và Puducherry). Các vùng lãnh thổ này có mức độ quyền lập pháp khác nhau, tùy thuộc vào cơ cấu hành chính của họ.
Chính quyền các bang ở Ấn Độ hoạt động trong khuôn khổ của Hiến pháp Ấn Độ, chia sẻ quyền lực với chính quyền trung ương. Sự phân chia quyền lực giữa chính quyền trung ương và chính quyền bang được quy định trong Danh sách Liên bang, Danh sách Bang và Danh sách Đồng thời trong Hiến pháp, quy định các lĩnh vực mà mỗi cấp chính quyền có thể lập pháp.
Chính quyền các bang đóng vai trò quan trọng trong cấu trúc liên bang Ấn Độ, giải quyết các vấn đề khu vực và thực hiện các chính sách phù hợp với nhu cầu các cộng đồng cụ thể trong bang.

### Vidhan Sabha
Vidhan Sabha hay còn gọi là Nghị viện Lập pháp Bang, là hạ viện trong cơ quan lập pháp của mỗi bang và một số vùng lãnh thổ liên bang ở Ấn Độ. Trong hầu hết các bang và vùng lãnh thổ liên bang, Vidhan Sabha là cơ quan lập pháp duy nhất, khiến các cơ quan này trở thành cơ quan lập pháp đơn viện.
Mỗi Vidhan Sabha bao gồm các Thành viên của Nghị viện Lập pháp (MLAs), được bầu trực tiếp bởi người dân từ các khu vực bầu cử đơn thành viên trong bang.  Các thành viên Vidhan Sabha phục vụ nhiệm kỳ 5 năm, trừ khi Nghị viện bị giải tán sớm. Hiến pháp Ấn Độ quy định rằng Nghị viện Lập pháp Bang phải có từ 60 đến 500 thành viên. Tuy nhiên, có một số ngoại lệ như Goa, Sikkim, Mizoram và vùng lãnh thổ liên bang Puducherry, với số thành viên ít hơn 60 do các Đạo luật đặc biệt của Quốc hội.
Vidhan Sabha chịu trách nhiệm thông qua các luật, ngân sách và chính sách của bang, đóng vai trò quan trọng trong việc quản lý và điều hành bang. Vidhan Sabha có thể bị giải tán trong một số trường hợp: Trong tình trạng khẩn cấp; bởi Thống đốc theo yêu cầu của Thủ hiến; nếu một cuộc bỏ phiếu bất tín nhiệm được thông qua chống lại đảng cầm quyền hoặc liên minh cầm quyền.

### Vidhan Parishad
Vidhan Parishad, hay còn gọi là Hội đồng Lập pháp Bang - Thượng viện, là thượng viện ở các bang có cơ quan lập pháp lưỡng viện. Nó đóng vai trò như một cơ quan xem xét, tương tự như Rajya Sabha ở cấp quốc gia.
Việc thành lập Vidhan Parishad ở một bang được quy định bởi Điều 169 Hiến pháp Ấn Độ. Không phải tất cả các bang đều có Thượng viện; hiện tại, chỉ có sáu bang có Vidhan Parishad: Andhra Pradesh, Karnataka, Telangana, Maharashtra, Bihar, và Uttar Pradesh. Không có vùng lãnh thổ liên bang nào có Vidhan Parishad.
Số lượng thành viên Vidhan Parishad không được vượt quá một phần ba số thành viên Vidhan Sabha, nhưng không được ít hơn 40 thành viên. Vidhan Parishad xem xét các dự luật đã được thông qua bởi Vidhan Sabha, đưa ra lời khuyên và có thể trì hoãn việc thông qua các dự luật nhưng không thể ngăn chặn hoàn toàn. Các thành viên của Vidhan Parishad bầu Chủ tịch và Phó Chủ tịch từ trong số họ để chủ trì các phiên họp.

## Chính quyền địa phương
Chính quyền địa phương ở Ấn Độ là các cơ quan hành chính quan trọng hoạt động dưới cấp bang, cho phép cư dân tham gia vào quản lý thông qua các hội đồng được bầu cử. Sửa đổi Hiến pháp lần thứ 73 và 74 năm 1992 là những điểm mấu chốt trong việc công nhận và chính thức hóa các hệ thống tự quản địa phương, phân biệt giữa quản lý đô thị và nông thôn.

### Các cơ quan quản lý đô thị
Quản lý đô thị được cấu trúc thành ba loại chính dựa trên kích thước dân số:
- Hội đồng khu tự quản (Nagar Nigam): Dành cho các thành phố có dân số trên 1 triệu người.
- Hội đồng thành phố (Nagar Palika): Dành cho các thành phố có dân số từ 25.000 đến 1 triệu người.
- Ủy ban thành phố (Nagar Panchayat): Dành cho các thị trấn có dân số từ 10.000 đến 25.000 người.

### Các cơ quan quản lý nông thôn
Quản lý nông thôn được thực hiện thông qua hệ thống Panchayati Raj, được thiết lập theo Hiến pháp sửa đổi lần thứ 73, với cấu trúc ba cấp:
- Gram Panchayat: Cấp làng.
- Panchayat Samiti/Mandal Parishad: Cấp khối hoặc Mandal.
- Zila Parishad: Cấp huyện.

## Bầu cử
Các cuộc bầu cử ở Ấn Độ là một phần quan trọng của quá trình dân chủ, bao gồm một loạt các chức vụ từ Tổng thống và Phó Tổng thống đến các cơ quan quản lý địa phương. Ủy ban Bầu cử Ấn Độ (ECI), một cơ quan hiến pháp, chịu trách nhiệm đảm bảo các cuộc bầu cử tự do và công bằng trên toàn quốc.
Các cuộc bầu cử chính ở Ấn Độ:
- Tổng thống Ấn Độ: Người đứng đầu nhà nước, được bầu bởi một cử tri đoàn bao gồm các thành viên Quốc hội (MPs) và các thành viên các Nghị viện Lập pháp Bang (MLAs).
- Phó Tổng thống Ấn Độ: Cũng được bầu bởi một cử tri đoàn, nhưng chỉ bao gồm các MP từ cả hai viện của Quốc hội.
- Các thành viên của Quốc hội:

- Rajya Sabha (Thượng viện): Các thành viên được bầu bởi các thành viên được bầu của các Hội đồng Lập pháp Bang.
- Lok Sabha (Hạ viện): Các thành viên được bầu trực tiếp bởi người dân Ấn Độ.

- Các Nghị viện Lập pháp Bang: Các thành viên được bầu trực tiếp bởi người dân trong bang.
- Các Hội đồng Lập pháp Bang (Vidhan Parishad): Các thành viên được bầu bởi nhiều đại diện khác nhau, bao gồm các cử nhân, giáo viên, và các thành viên của chính quyền địa phương.
- Các cơ quan quản lý địa phương: Các cuộc bầu cử cho các cơ quan đô thị và Panchayats ở cấp địa phương.

### Ủy ban Bầu cử Ấn Độ
Ủy ban Bầu cử Ấn Độ (ECI) là một cơ quan hiến pháp được thành lập bởi Hiến pháp Ấn Độ, có quyền tiến hành các cuộc bầu cử tự do và công bằng tại Ấn Độ. Ủy ban Bầu cử được đứng đầu bởi một Ủy viên trưởng Ủy ban Bầu cử và bao gồm hai Ủy viên Bầu cử khác.
Tại các bang và lãnh thổ liên bang, Ủy ban Bầu cử được hỗ trợ bởi Chủ tịch Bầu cử của bang hoặc lãnh thổ liên bang (CEO), người đứng đầu bộ máy bầu cử tại các bang và lãnh thổ liên bang. Ở cấp huyện và khu vực bầu cử, các Quan chức Huyện (trong vai trò là Quan chức Bầu cử Huyện), các Quan chức Đăng ký Cử tri và Quan chức Trả phiếu thực hiện công việc bầu cử.
Ủy ban Bầu cử hoạt động dưới quyền lực được trao bởi Điều 324 của Hiến pháp và Đạo luật Đại diện Nhân dân được ban hành. Các ủy ban bầu cử bang có trách nhiệm tiến hành các cuộc bầu cử cơ quan địa phương tại các bang tương ứng. Ủy ban bầu cử quyết định các ngày nộp đơn, bỏ phiếu, kiểm phiếu và công bố kết quả.
Một luật về quy trình đăng ký các đảng chính trị đã được ban hành vào năm 1989. Việc đăng ký đảm bảo rằng các đảng chính trị được công nhận là các đảng quốc gia, bang và khu vực. Ủy ban bầu cử có quyền phân bổ biểu tượng cho các đảng chính trị tùy thuộc vào tình trạng của họ. Biểu tượng giống nhau không thể được phân bổ cho hai đảng chính trị ngay cả khi họ không tham gia tranh cử trong cùng một khu vực.
Ủy ban chuẩn bị danh sách cử tri và cập nhật danh sách cử tri. Để ngăn chặn gian lận bầu cử, Thẻ Căn cước Cử tri có Ảnh (EPIC) đã được giới thiệu vào năm 1993. Tuy nhiên, một số tài liệu pháp lý nhất định như thẻ khẩu phần đã được cho phép sử dụng để bỏ phiếu trong một số tình huống nhất định.

### Một Quốc gia, Một Cuộc bầu cử
Sáng kiến này đề xuất đồng bộ hóa các cuộc bầu cử cho Lok Sabha và các Nghị viện Lập pháp Bang để giảm tần suất bầu cử và chi phí liên quan. Ý tưởng này, từng phổ biến cho đến năm 1967, đã được hồi sinh trong những năm gần đây, đặc biệt là bởi Đảng Bharatiya Janata (BJP). Mặc dù nó có những lợi ích tiềm năng, như giảm gánh nặng bầu cử và đảm bảo tính liên tục của chính sách, nhưng nó cũng đặt ra những thách thức về hậu cần và gây lo ngại về ảnh hưởng của nó đối với cấu trúc liên bang của Ấn Độ. Cuộc tranh luận tiếp tục giữa các nhà lãnh đạo chính trị, học giả và công chúng.

## Các chính đảng, gia đình chính trị và liên minh

### Các đảng phái chính trị ở Ấn Độ
Bối cảnh chính trị của Ấn Độ được đánh dấu bởi sự đa dạng đáng kể các đảng phái chính trị, phản ánh các biến thể xã hội, văn hóa và khu vực phức tạp quốc gia. Kể từ khi độc lập vào năm 1947, hơn 200 đảng chính trị đã được thành lập, minh chứng cho sự sống động và tính đa nguyên của nền dân chủ ở Ấn Độ.
Tính đến tháng 3 năm 2024, có 6 đảng quốc gia được công nhận, những đảng này có sự hiện diện rộng rãi ở nhiều bang và được Ủy ban Bầu cử Ấn Độ (ECI) công nhận về thành tích trong các cuộc bầu cử quốc gia. Có 57 đảng bang được công nhận, những đảng này chủ yếu hoạt động trong một bang hoặc một khu vực cụ thể và có ảnh hưởng đáng kể trong chính trị cấp bang. Có 2.764 đảng đăng ký không được công nhận, những đảng này được đăng ký chính thức với ECI nhưng không đáp ứng các tiêu chí để được công nhận là đảng quốc gia hoặc bang. Tuy vậy, nhiều đảng vẫn tham gia bầu cử ở nhiều cấp độ khác nhau.
Tất cả các đảng chính trị đăng ký tham gia bầu cử đều phải chọn một biểu tượng bầu cử từ danh sách do Ủy ban Bầu cử cung cấp. Những biểu tượng này rất quan trọng đối với cử tri, đặc biệt là ở các khu vực có tỷ lệ biết chữ thấp, vì chúng giúp nhận diện các đảng trên phiếu bầu. Việc phân bổ biểu tượng là một khía cạnh quan trọng của quy trình bầu cử, đặc biệt đối với các đảng nhỏ hơn hoặc mới hơn đang cố gắng khẳng định sự hiện diện của mình trên đấu trường chính trị.

#### Các loại đảng phái chính trị
Mỗi đảng chính trị ở Ấn Độ, dù là đảng quốc gia hay đảng khu vực/đảng bang, đều phải có một biểu tượng và phải được đăng ký với Ủy ban Bầu cử Ấn Độ. Các biểu tượng này được sử dụng trong hệ thống chính trị Ấn Độ để nhận diện các đảng phái, một phần để giúp người không biết chữ có thể bỏ phiếu bằng cách nhận diện các biểu tượng của đảng.
Trong bản sửa đổi hiện hành của Quy định về Biểu tượng, ủy ban đã khẳng định năm nguyên tắc sau:
1. Một đảng, dù là đảng quốc gia hay đảng bang, phải có sự hiện diện lập pháp.
2. Sự hiện diện lập pháp của một đảng quốc gia phải ở Lok Sabha (Hạ viện Ấn Độ). Sự hiện diện lập pháp của một đảng bang phải ở Nghị viện Lập pháp Bang.
3. Một đảng chỉ có thể đề cử ứng cử viên từ trong số các thành viên của chính đảng đó.
4. Một đảng mất đi sự công nhận sẽ không mất biểu tượng của mình ngay lập tức mà sẽ được phép sử dụng biểu tượng đó trong một thời gian để cố gắng khôi phục lại vị thế của mình. Tuy nhiên, việc cấp cơ hội này cho đảng không đồng nghĩa với việc gia hạn các tiện ích khác mà đảng được công nhận có, chẳng hạn như thời gian miễn phí trên Doordarshan hoặc AIR, cung cấp miễn phí các bản sao của danh sách cử tri, v.v.
5. Sự công nhận chỉ nên được trao cho một đảng dựa trên thành tích của chính đảng đó trong các cuộc bầu cử, chứ không phải vì nó là một nhóm ly khai một đảng khác đã được công nhận.

##### Đảng Chính trị Quốc gia
Để được công nhận là đảng quốc gia, một đảng chính trị phải đáp ứng một trong các tiêu chí sau:
- Hiệu suất trong các cuộc bầu cử: Giành được ít nhất 6% tổng số phiếu hợp lệ ở bốn bang trở lên trong một cuộc tổng tuyển cử vào Lok Sabha (Hạ viện) hoặc Nghị viện Lập pháp Bang.
- Số ghế trong Lok Sabha: Giành ít nhất bốn ghế trong Lok Sabha từ bất kỳ bang nào.
- Tỷ lệ phần trăm ghế: Giành được ít nhất 2% tổng số ghế trong Lok Sabha (tương đương với 11 ghế trong Hạ viện gồm 543 thành viên hiện tại), với các ghế này đến từ ít nhất ba bang khác nhau.

Theo cập nhật mới nhất, sáu đảng chính trị quốc gia bao gồm:
- Đảng Bharatiya Janata (BJP)
- Đảng Quốc đại Ấn Độ (INC)
- Đảng Bahujan Samaj (BSP)
- Đảng Cộng sản Ấn Độ (Mác-xít) (CPI-M)
- Đảng Aam Aadmi (AAP)
- Đảng Nhân dân Quốc gia (NPP)

##### Đảng Chính trị Bang
Một đảng được công nhận là đảng bang nếu đáp ứng một trong các tiêu chí sau:
- Phiếu bầu trong các cuộc bầu cử bang: Giành được ít nhất 6% tổng số phiếu hợp lệ trong bang trong một cuộc tổng tuyển cử vào Lok Sabha hoặc Nghị viện Lập pháp Bang.
- Số ghế trong Hội đồng: Giành được ít nhất hai ghế trong Nghị viện Lập pháp Bang.
- Tỷ lệ phần trăm ghế: Giành được ít nhất 3% tổng số ghế trong Nghị viện Lập pháp Bang, hoặc ít nhất ba ghế, tùy theo số nào lớn hơn.

##### Các Đảng Chính trị đăng ký nhưng không được công nhận (RUPP)
Các đảng chính trị đăng ký nhưng không được công nhận là những đảng:
- Mới đăng ký hoặc chưa đáp ứng đủ tiêu chí để được công nhận là đảng bang hoặc quốc gia.
- Chưa tham gia bầu cử hoặc chưa giành được đủ số phiếu để được công nhận.

Các đảng đăng ký nhưng không được công nhận không được hưởng các quyền lợi như các đảng được công nhận, chẳng hạn như tiếp cận các biểu tượng nhất định hoặc hỗ trợ tài chính.

##### Sự Gia tăng của Đảng phái
Mặc dù có Đạo luật Chống Đào tẩu năm 1984 nhằm giảm sự bất ổn chính trị bằng cách ngăn chặn việc chuyển phe, Ấn Độ đã chứng kiến sự gia tăng các đảng phái chính trị. Từ năm 1984 đến 1989, số lượng đảng phái đã tăng mạnh từ 33 lên 113. Xu hướng phân mảnh này tiếp tục trong những năm qua, với nhiều chính trị gia chọn thành lập đảng riêng thay vì gia nhập các đảng lớn hơn như Quốc đại hoặc BJP.

### Các gia đình chính trị
Chính trị Ấn Độ đã chứng kiến một xu hướng quan trọng về lãnh đạo thế hệ, đặc biệt là từ những năm 1980. Hiện tượng này được đặc trưng bởi quyền lực chính trị được truyền từ đời này sang đời khác trong các gia đình nổi tiếng, thường trải qua nhiều thế hệ. Gia đình Nehru-Gandhi là một trong những ví dụ nổi bật nhất, đã sản sinh ra ba Thủ tướng Ấn Độ và lãnh đạo Đảng Quốc đại Ấn Độ trong phần lớn thời gian kể từ năm 1978.
Tuy nhiên, xu hướng này không chỉ giới hạn trong một đảng phái. Đảng cầm quyền Bharatiya Janata (BJP) cũng có những lãnh đạo xuất thân từ các gia đình chính trị. Ngoài các đảng quốc gia, các đảng chính trị khu vực trên khắp Ấn Độ cũng thể hiện các mô hình tương tự, với vai trò lãnh đạo thường được thừa kế trong gia đình. Điều này bao gồm các đảng như Dravida Munnetra Kazhagam (DMK) ở Tamil Nadu, Đảng Samajwadi (SP) ở Uttar Pradesh và Shiv Sena ở Maharashtra, cùng nhiều đảng khác.
Sự phổ biến của chính trị gia đình trị ở Ấn Độ thường được cho là do sự kết hợp của nhiều yếu tố, bao gồm sự thiếu hụt của các tổ chức đảng mạnh, sự thiếu vắng của các hiệp hội xã hội dân sự độc lập có thể huy động sự ủng hộ cho các đảng chính trị, và tính tập trung hóa trong tài trợ bầu cử ở quốc gia này.

### Liên minh chính trị
Ở Ấn Độ, các chính phủ liên minh thường được hình thành khi không có đảng chính trị nào giành được đa số tuyệt đối trong một cuộc bầu cử. Trong những trường hợp như vậy, nhiều đảng phái chính trị sẽ hợp tác với nhau để thành lập một liên minh và cùng nhau thiết lập chính phủ. Các liên minh này thường tập trung xung quanh hai đảng chính lớn nhất ở Ấn Độ: Đảng Bharatiya Janata (BJP) và Đảng Quốc đại Ấn Độ (INC). Nếu không có sự ủng hộ của một trong hai đảng lớn này, việc hình thành một chính phủ đa số ổn định trở nên khó khăn.

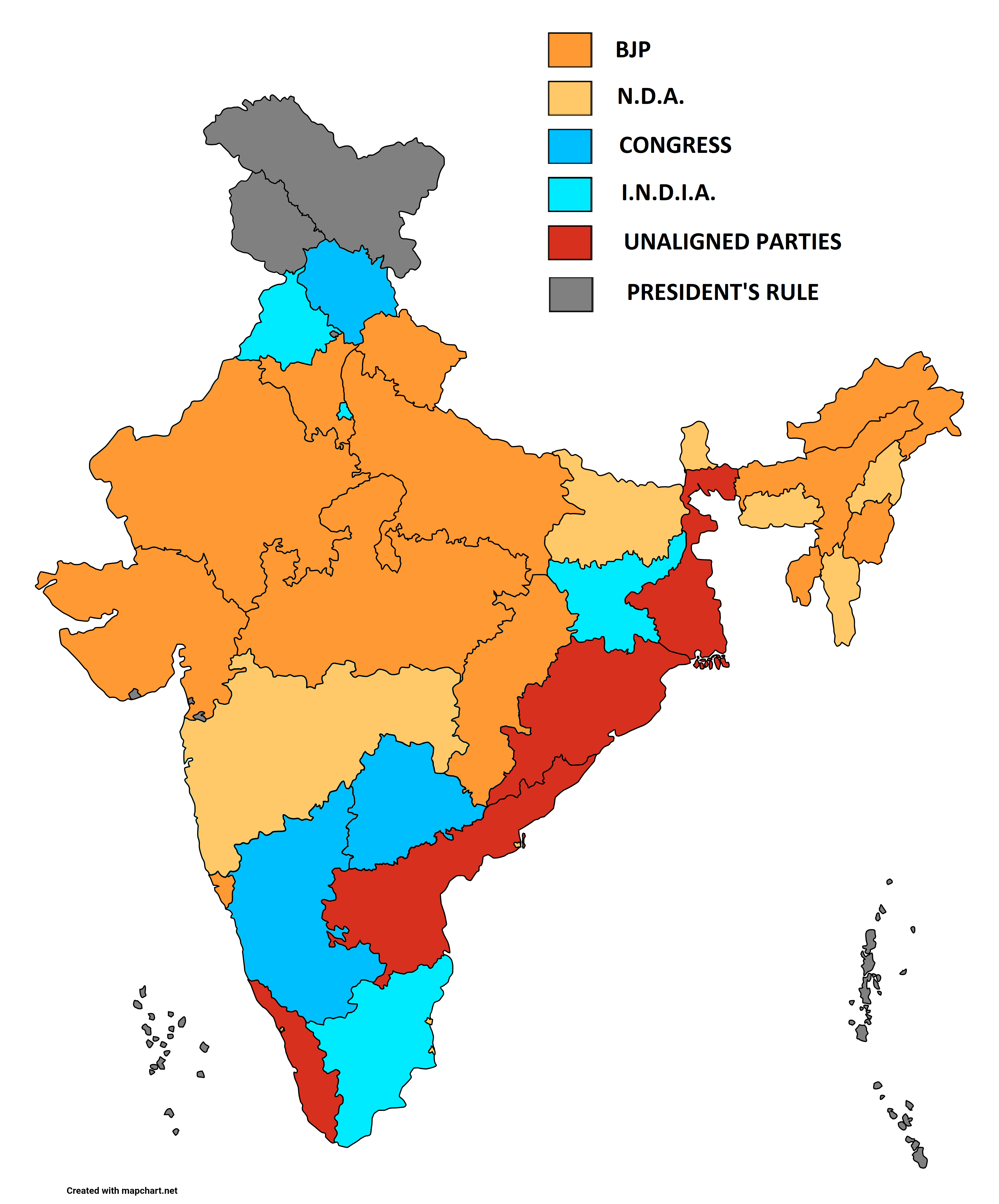
Các đảng cầm quyền và liên minh trong nhiều chính quyền tiểu bang ở Ấn Độ.

Các liên minh thường được hình thành trước các cuộc bầu cử, khi các đảng phái hợp tác với nhau để tăng cường triển vọng bầu cử của họ. Sự hợp tác chiến lược này cho phép các đảng nhỏ tận dụng sức hút rộng lớn hơn của các đảng lớn, trong khi các đảng lớn được hưởng lợi từ ảnh hưởng khu vực và cơ sở cử tri của các đối tác nhỏ hơn. Những liên minh như vậy có thể là yếu tố then chốt trong hệ thống đa đảng của Ấn Độ, nơi mà bối cảnh chính trị rất đa dạng và phân tán trên khắp các vùng miền và các bang.

#### Liên minh Dân chủ Quốc gia (NDA)
Liên minh Dân chủ Quốc gia (NDA) là một liên minh trung hữu đến cánh hữu ở Ấn Độ, do Đảng Bharatiya Janata (BJP) lãnh đạo. Liên minh này được thành lập vào năm 1998 sau cuộc tổng tuyển cử, mặc dù chính phủ ban đầu do NDA thành lập tồn tại ngắn ngủi do AIADMK rút lại sự ủng hộ. Tuy nhiên, NDA đã trở lại nắm quyền trong cuộc bầu cử năm 1999 và lần này, chính phủ NDA đã hoàn thành nhiệm kỳ năm năm đầy đủ, trở thành chính phủ không thuộc Đảng Quốc đại đầu tiên trong lịch sử Ấn Độ làm được điều này.
Sau khi thua cuộc trong các cuộc tổng tuyển cử năm 2004 và 2009 trước Liên minh Tiến bộ Thống nhất (UPA), NDA đã trở lại mạnh mẽ trong cuộc bầu cử năm 2014, giành chiến thắng lịch sử với 336 trên 543 ghế Lok Sabha. Đảng BJP, với tư cách là đảng chiếm ưu thế trong liên minh, đã giành được 282 ghế riêng lẻ, dẫn đến việc Narendra Modi được bầu làm Thủ tướng. NDA lặp lại thành công của mình trong cuộc tổng tuyển cử năm 2019, giành được 353 ghế, với BJP giành được đa số tuyệt đối với 303 ghế.
Trong cuộc tổng tuyển cử năm 2024, NDA giành được 292 ghế, với sự ủng hộ đáng kể từ các đồng minh như Đảng Janata Dal (United) và Đảng Telugu Desam, cho phép họ tiếp tục thành lập chính phủ.

#### Liên minh Tiến bộ Thống nhất (UPA)
Liên minh Tiến bộ Thống nhất (UPA) là một liên minh chính trị ở Ấn Độ do Đảng Quốc đại Ấn Độ (INC) lãnh đạo. Liên minh này được thành lập sau cuộc tổng tuyển cử năm 2004 khi không có đảng nào giành được đa số và các đảng phái thiên tả đã hợp lực để ủng hộ INC. UPA đã cai trị Ấn Độ trong hai nhiệm kỳ liên tiếp, từ năm 2004 đến 2014, trước khi thất bại trước NDA trong cuộc bầu cử năm 2014.
Do ngày càng mất lòng dân và các vụ bê bối tham nhũng, UPA đã chính thức giải thể vào ngày 18 tháng 7 năm 2023 và được thay thế bằng Liên minh Phát triển Toàn diện Quốc gia Ấn Độ (I.N.D.I.A) để chuẩn bị cho cuộc tổng tuyển cử năm 2024. Trước khi giải thể, UPA đã cai trị bảy bang và vùng lãnh thổ liên bang ở Ấn Độ.

#### Liên minh Phát triển Toàn diện Quốc gia Ấn Độ (I.N.D.I.A)
Liên minh Phát triển Toàn diện Quốc gia Ấn Độ (I.N.D.I.A) được thành lập vào năm 2023 để đối phó với sự thống trị NDA trong các cuộc tổng tuyển cử năm 2014 và 2019. Nhận ra sự cần thiết một phe đối lập đoàn kết, liên minh I.N.D.I.A đã tập hợp những gì còn lại của UPA, Mặt trận Cánh tả, và các liên minh nhỏ khác. Được lãnh đạo bởi Đảng Quốc đại Ấn Độ, liên minh trung tả đến cánh tả này bao gồm 26 đảng đối lập, trong đó nhiều đảng từng là đối thủ truyền thống của INC tại các bang khác nhau. Liên minh này được tạo ra với mục tiêu thách thức NDA do BJP lãnh đạo trong cuộc tổng tuyển cử năm 2024.

## Các vấn đề chính trị

### Luật pháp và trật tự
Ấn Độ đang đối mặt với nhiều vấn đề chính trị quan trọng liên quan đến luật pháp và trật tự, bao gồm khủng bố, Chủ nghĩa Naxal, bạo lực tôn giáo và bạo lực liên quan đến đẳng cấp. Những vấn đề này đã ảnh hưởng sâu sắc đến bối cảnh chính trị của quốc gia.
Ấn Độ đã chịu ảnh hưởng bởi khủng bố từ cả các lực lượng bên ngoài, như những lực lượng được Pakistan hỗ trợ, và từ các nhóm nội bộ như Naxalite. Một trong những sự kiện đáng chú ý nhất là vụ ám sát cựu Thủ tướng Rajiv Gandhi năm 1991 bởi một kẻ đánh bom tự sát liên quan đến nhóm khủng bố LTTE của Sri Lanka. Khủng bố vẫn là một mối quan tâm lớn, ảnh hưởng đến các chính sách và luật pháp.
Chủ nghĩa Naxal, đây là thuật ngữ chỉ cuộc nổi dậy của những người theo chủ nghĩa Mao tại nhiều vùng của Ấn Độ, đặc biệt là ở các khu vực nông thôn và rừng núi. Naxalite tiến hành chiến tranh du kích chống lại nhà nước, và xung đột này đã gây ra bạo lực và bất ổn nghiêm trọng trong các khu vực bị ảnh hưởng.
Các sự kiện bạo lực tôn giáo như vụ phá hủy đền thờ Babri Masjid năm 1992 và các cuộc bạo loạn sau đó, bao gồm cả các vụ đánh bom ở Bombay năm 1993, đã dẫn đến tình trạng căng thẳng và bạo lực cộng đồng lan rộng, ảnh hưởng đến cấu trúc xã hội và môi trường chính trị của Ấn Độ. Bạo lực dựa trên đẳng cấp là một vấn đề sâu xa khác, với các cuộc xung đột và sự phân biệt đối xử thường xuyên xảy ra đối với các cộng đồng thuộc đẳng cấp thấp hơn. Bạo lực này thường giao thoa với các cuộc đấu tranh giành quyền lực chính trị.
Ấn Độ đã ban hành nhiều luật để giải quyết khủng bố và tội phạm có tổ chức, như TADA (Đạo luật Phòng ngừa Khủng bố và Hoạt động Gây rối), POTA (Đạo luật Phòng chống Khủng bố) và MCOCA (Đạo luật Kiểm soát Tội phạm có Tổ chức của Maharashtra). Tuy nhiên, những luật này đã gây tranh cãi do lo ngại về vi phạm nhân quyền, dẫn đến việc một số luật bị hủy bỏ, trong khi những luật khác như UAPA (Đạo luật Phòng chống Hoạt động Bất hợp pháp) đã được sửa đổi vào năm 2019 theo những cách làm dấy lên thêm lo ngại về nhân quyền.
Một vấn đề quan trọng trong chính trị Ấn Độ là mối liên hệ giữa tội phạm và các chính trị gia. Nhiều quan chức được bầu cử, bao gồm cả các thành viên Quốc hội, đang đối mặt với các cáo buộc hình sự nghiêm trọng. Các báo cáo đã nêu rõ rằng một tỷ lệ đáng kể các nhà lập pháp đã bị liên quan đến các tội phạm từ buôn người đến giết người. Mối liên kết này làm suy yếu tính toàn vẹn của hệ thống chính trị và làm xói mòn niềm tin của công chúng vào chính quyền.

### Tình trạng dân chủ
Tình trạng của nền dân chủ ở Ấn Độ đã chứng kiến sự suy giảm đáng kể từ năm 2006 đến 2023, với nhiều yếu tố góp phần làm xói mòn các giá trị và quyền tự do dân chủ. Sự nổi dậy của phong trào Naxalite và sự hiện diện hạn chế chính phủ ở các khu vực bộ lạc phản ánh sự suy yếu quyền lực nhà nước. Những cuộc nổi dậy này được coi là phản ứng trước việc bị gạt ra ngoài lề một số cộng đồng và là dấu hiệu cho thấy sự kiểm soát chính phủ đối với các khu vực này đang suy giảm. Sự gia tăng các cuộc bạo động liên quan đến tôn giáo và căng thẳng giữa người Hindu và các nhóm thiểu số đã làm căng thẳng thêm sự gắn kết xã hội của Ấn Độ. Sự trỗi dậy các nhóm dân tộc chủ nghĩa Hindu đã góp phần tạo ra một bầu không khí đe dọa và sợ hãi, ảnh hưởng đến quyền và tự do các nhóm thiểu số tôn giáo.
Quyền tự do chính trị ở Ấn Độ đã bị thu hẹp, đặc biệt là thông qua các luật như Đạo luật Quy định về Đóng góp từ Nước ngoài (FCRA). Đạo luật này đã khiến các tổ chức phi chính phủ, bao gồm cả những tổ chức nổi tiếng như Tổ chức Ân xá Quốc tế, gặp khó khăn hơn trong việc nhận tài trợ từ nước ngoài, mặc dù hiến pháp đảm bảo quyền tự do hiệp hội. Tự do báo chí đã bị suy giảm nghiêm trọng, các nhà báo phải đối mặt với sự đe dọa từ cảnh sát, tội phạm và chính trị gia, dẫn đến tự kiểm duyệt và sự suy giảm của báo cáo độc lập. Môi trường này đã khiến cho báo chí khó hoạt động tự do, ảnh hưởng đến quyền tiếp cận thông tin của công chúng.
Trong báo cáo năm 2023, Ấn Độ được xếp hạng là "một quốc gia chỉ phần nào tự do" trong năm thứ ba liên tiếp. Sự hạ cấp này phản ánh những lo ngại về sự xói mòn các quyền tự do dân sự và quyền chính trị trong nước. Các Chỉ số Dân chủ của Viện V-Dem, theo dõi nhiều khía cạnh khác nhau của quản trị dân chủ, đã xếp Ấn Độ là một "chế độ độc tài bầu cử". Năm 2023, V-Dem mô tả Ấn Độ là "một trong những chế độ độc tài tồi tệ nhất trong 10 năm qua", nhấn mạnh sự suy thoái đáng kể trong các tiêu chuẩn dân chủ. Theo Chỉ số Dân chủ của Economist Intelligence Unit, Ấn Độ được xếp vào loại "Dân chủ khuyết tật". Phân loại này cho thấy mặc dù các quy trình bầu cử tồn tại, nhưng các khía cạnh khác của dân chủ như quyền tự do dân sự, văn hóa chính trị và quản trị đều bị tổn hại nghiêm trọng.